# Объединённая германская команда на летних Олимпийских играх 1960
На Летних Олимпийских играх 1960 года Объединённая германская команда, в которой совместно выступали спортсмены из ГДР, ФРГ и Западного Берлина, завоевала 12 золотых, 19 серебряных и 11 бронзовых медалей, что вывело её на 4-е место в неофициальном командном зачёте.

## Медалисты
| Медаль  | Спортсмен | Вид спорта                  | Дисциплина                                        |
| ------- | --- | --------------------------- | ------------------------------------------------- |
| Золото  | Армин Хари | Лёгкая атлетика             | Мужчины, 100 м                                    |
| Золото  | Армин Хари Бернд Кулльман Вальтер Малендорф Мартин Лауэр                                                                           | Лёгкая атлетика             | Мужчины, эстафета 4 x 100 м                       |
| Золото  | Дитер Краузе Гюнтер Перлеберг Пауль Ланге Фридхельм Венцке                                                                         | Гребля на байдарках и каноэ | Мужчины, байдарки-одиночки 4 x 500 м              |
| Золото  | Ханс-Гюнтер Винклер Фриц Тидеман Альфин Шокемёле                                                                                   | Конный спорт                | Конкур, командное первенство                      |
| Золото  | Бернхард Кнубель Карл Реннеберг Клаус Церта                                                                                        | Академическая гребля        | Мужчины, двойки распашные с рулевым               |
| Золото  | Герд Цинтль Хорст Эфферц Клаус Рикеман Юрген Лиц Михаэль Обст                                                                      | Академическая гребля        | Мужчины, четвёрки распашные с рулевым             |
| Золото  | Манфред Рульффс Вальтер Шрёдер Франк Шепке Крафт Шепке Карл-Генрих фон Гроддек Карл-Хайнц Хопп Клаус Биттнер Ханс Ленк Вилли Падге | Академическая гребля        | Мужчины, восьмёрки                                |
| Золото  | Хайди Шмид | Фехтование                  | Женщины, рапира, личное первенство                |
| Золото  | Петер Конке | Стрельба                    | Мужчины, винтовка лёжа 50 м                       |
| Золото  | Ингрид Кремер | Прыжки в воду               | Женщины, трамплин                                 |
| Золото  | Ингрид Кремер | Прыжки в воду               | Женщины, вышка                                    |
| Золото  | Вильфрид Дитрих | Борьба                      | Мужчины, вольная борьба, свыше 87 кг              |
| Серебро | Карл Кауфман | Лёгкая атлетика             | Мужчины, 400 м                                    |
| Серебро | Ханс Гродоцки | Лёгкая атлетика             | Мужчины, 5000 м                                   |
| Серебро | Ханс Гродоцки | Лёгкая атлетика             | Мужчины, 10.000 м                                 |
| Серебро | Карл Кауфман Манфред Киндер Йоахим Реске Йоханнес Кайзер                                                                           | Лёгкая атлетика             | Мужчины, эстафета 4 x 400 м                       |
| Серебро | Вальтер Крюгер | Лёгкая атлетика             | Мужчины, метание копья                            |
| Серебро | Ютта Хайне | Лёгкая атлетика             | Женщины, 200 м                                    |
| Серебро | Марта Лангбайн Анни Бихль Брунхильде Хандрикс Ютта Хайне                                                                           | Лёгкая атлетика             | Женщины, эстафета 4 x 100 м                       |
| Серебро | Йоханна Лютге | Лёгкая атлетика             | Женщины, толкание ядра                            |
| Серебро | Густав-Адольф Шур Эгон Адлер Эрих Хаген Гюнтер Лёрке                                                                               | Велоспорт                   | Мужчины, командная раздельная гонка               |
| Серебро | Дитер Гизелер | Велоспорт                   | Мужчины, гит с места                              |
| Серебро | Юрген Зимон Лотар Штебер | Велоспорт                   | Мужчины, тандем                                   |
| Серебро | Зигфрид Кёлер Бернд Барлебен Петер Грёнинг Манфред Климе                                                                           | Велоспорт                   | Мужчины, командная гонка преследования            |
| Серебро | Терезе Ценц | Гребля на байдарках и каноэ | Женщины, байдарки-одиночки                        |
| Серебро | Терезе Ценц Ингрид Хартман | Гребля на байдарках и каноэ | Женщины, байдарки-двойки                          |
| Серебро | Ахим Хилл | Академическая гребля        | Мужчины, одиночки                                 |
| Серебро | Гюнтер Маричнигг | Борьба                      | Мужчины, греко-римская борьба, до 73 кг           |
| Серебро | Лотар Метц | Борьба                      | Мужчины, греко-римская борьба, до 79 кг           |
| Серебро | Вильфрид Дитрих | Борьба                      | Мужчины, греко-римская борьба, свыше 87 кг        |
| Серебро | Витруд Урсельман | Плавание                    | Женщины, 200 м брассом                            |
| Бронза  | Урсула Донат | Лёгкая атлетика             | Женщины, 800 м                                    |
| Бронза  | Гизела Биркемайер | Лёгкая атлетика             | Женщины, 80 м с барьерами                         |
| Бронза  | Хильдрун Клаус | Лёгкая атлетика             | Женщины, прыжки в длину                           |
| Бронза  | Гюнтер Зигмунд | Бокс                        | Мужчины, свыше 81 кг                              |
| Бронза  | Йозеф Некерман | Конный спорт                | Выездка, личное первенство                        |
| Бронза  | Юрген Тойеркауфф Тим Герресхайм Эберхард Мель Юрген Брехт                                                                          | Фехтование                  | Мужчины, рапира, командное первенство             |
| Бронза  | Клаус Церингер | Стрельба                    | Мужчины, винтовка, 50 м, три позиции              |
| Бронза  | Рольф Мулька Инго фон Бредов | Парусный спорт              | Класс «Летучий голландец»                         |
| Бронза  | Барбара Гёбем | Плавание                    | Женщины, 200 м брассом                            |
| Бронза  | Кристель Штеффин Хайди Пехштайн Гизела Вайс Урзель Бруннер                                                                         | Плавание                    | Женщины, эстафета 4 x 100 м вольным стилем        |
| Бронза  | Ингрид Шмидт Урсула Кюпер Бербель Фурман Урзель Бруннер                                                                            | Плавание                    | Женщины, эстафета 4 x 100 м комплексным плаванием |

## Результаты соревнований

### Академическая гребля
В следующий раунд из каждого заезда проходили несколько лучших экипажей (в зависимости от дисциплины). В финал A выходили 6 сильнейших экипажей.
Мужчины
| Соревнование | Спортсмены                 | Предварительный заезд | Предварительный заезд | Предварительный заезд | Отборочный заезд | Отборочный заезд | Отборочный заезд | Полуфинал     | Полуфинал     | Полуфинал     | Финал   | Финал |
| Соревнование | Спортсмены                 | Заезд                 | Время                 | Место                 | Заезд            | Время            | Место            | Заезд         | Время         | Место         | Время   | Место |
| ------------ | -------------------------- | --------------------- | --------------------- | --------------------- | ---------------- | ---------------- | ---------------- | ------------- | ------------- | ------------- | ------- | ----- |
| одиночки     | Ахим Хилль                 | 1                     | 7:23,55               | 2                     | 1                | 7:31,04          | 1 Q              | не проводился | не проводился | не проводился | 7:20,21 | 2     |
| двойки       | Йохен Нойлинг Хайнц Вайгль | 1                     | 7:04,71 OB            | 1 Q                   | не участвовали   | не участвовали   | не участвовали   | 1             | 7:30,03       | 1 Q           | 7:08,81 | 4     |